# 三和酒類
三和酒類株式会社（）は、大分県宇佐市に本社を置く酒類総合醸造企業である。

## 概要
「下町のナポレオン」として知られる麦焼酎「いいちこ」をはじめ、清酒、ワイン、ブランデー、リキュールなどを生産している。
課税移出数量は、日本国内の単式蒸留焼酎（焼酎乙類）メーカーで2位（2021年現在）。
なお2009年時点で、焼酎以外の酒類メーカーを含めても5位であった（1位から4位はビール大手4社（キリンビール、アサヒビール、サントリー、サッポロビール）。6位もオリオンビール）。
大量生産の一方で、醸造研究所内に「虚空乃蔵」（こくうのくら）を設けて、常圧蒸留などの製法や原材料にこだわった焼酎の研究を行い、そこから生まれた『和香牡丹　純米酒』などの焼酎を限定販売している。
支店や営業所は置いていない。商社や問屋に販売を任せる戦略を取ることで、地方拠点企業特有の全国レベルの営業力の弱さをカバーしている。

## 沿革
※ 企業情報｜三和酒類株式会社（外部リンク）
- 1958年（昭和33年）
  - 9月5日 - 三和酒類株式会社設立[6]。大分県宇佐郡駅川町大字山本1629番地に本社を設置。
  - 10月 - 清酒蔵置所（共同瓶詰場）設置許可。赤松本家酒造株式会社、熊埜御堂酒造場、和田酒造場が参加。「和香牡丹」を統一銘柄とする。
- 1959年（昭和34年）9月 - 西酒造場が参加。
- 1961年（昭和36年）10月 - 大分県宇佐郡駅川町大字別府6番地に本社移転。
- 1972年（昭和47年）10月 - 赤松本家酒造株式会社・熊埜御堂酒造場・和田酒造場・西酒造場が企業合同。
- 1975年（昭和50年）12月 - 大分県宇佐市大字辛島4番地の3に本社移転。
- 1979年（昭和54年） 2月 - 麦焼酎「いいちこ」発売[7]。
- 1983年（昭和58年）11月 - 山本工場開設。
- 1985年（昭和60年）11月 - 大分合同新聞文化省（特別功労賞）受賞。
- 1986年（昭和61年）
  - 1月 - 中小企業研究センター賞受賞。
  - 10月 - 『季刊iichiko』創刊[8]。TVCM開始[9]。
- 1987年（昭和62年） 5月 - 精製場、ボトリングファクトリー新設。
- 1988年（昭和63年） 3月 - 焼酎醸造場新設。
- 1989年（平成元年）
  - 4月 - 三和研究所・日本酒醸造場・アジムワイナリー新設・清酒・果実酒製造免許山本工場移転許可。
  - 8月 - 宇佐市大字山本2231番地の1に本社移転。
- 1990年（平成2年） 6月 - 本社社屋完成。
- 1991年（平成3年）
  - 3月 - 新排水処理場完成。
  - 8月 - 第3ボトリングファクトリー新設
- 1992年（平成4年） 9月 - 宇佐市大字下拝田10番地の1に拝田工場を新設。
- 1993年（平成5年） 3月 - JMA総合マーケティング優秀賞受賞。
- 1995年（平成7年） 9月 - 第3焼酎醸造場新設。
- 1996年（平成8年）11月 - 花のまちづくりコンクール「農産園芸局長賞」受賞。
- 1997年（平成9年）
  - 2月 - エネルギー管理優良工場として九州通産局長賞受賞。
  - 6月 - 第3貯蔵庫新設。
- 2000年（平成12年）10月 - FW21棟（パック製品専用ライン及び社員食堂）新設。
- 2001年（平成13年）10月 - 安心院葡萄酒工房操業開始[10]。
- 2002年（平成14年） 4月 - 日田蒸留所操業開始。
- 2003年（平成15年）10月 - 安心院葡萄酒工房緑化優良工場として九州経済産業大臣賞受賞。
- 2004年（平成16年）
  - 2月 - エネルギー管理優良工場として九州産業局長賞（電気部門）受賞。
  - 4月 - いいちこ日田蒸留所一般公開開始[11]。
  - 8月 - いいちこ日田蒸留所 第2生産棟 新設。
- 2005年（平成17年）3月 - デザイン・エクセレント・カンパニー賞受賞。
- 2006年（平成18年）
  - 10月 - 安心院葡萄酒工房緑化優良工場として経済産業大臣賞受賞。
  - 10月 - 循環型社会形成推進功労者、環境大臣賞受賞。
- 2009年（平成21年） 4月 - 拝田グリーンバイオ事業所新設[12]。
- 2011年（平成23年） 3月 - あじむの丘農園竣工。
- 2013年（平成25年）
  - 9月 - iichiko USA設立。
  - 11月 - 本社工場、日田蒸留所「FSSC22000:version3,2013」認証取得。
- 2022年（令和4年） 5月 - 旧本社跡地に「辛島 虚空乃蔵」をオープン[13]。

## 生産施設
- 本社工場：大分県宇佐市
- 安心院葡萄酒工房：大分県宇佐市安心院町
- 日田蒸留所：大分県日田市（元ニッカウヰスキー九州工場）

## 主力商品
- 焼酎 - 麦焼酎
  - いいちこ（25度、20度）
  - いいちこフラスコボトル（30度）
  - いいちこスペシャル（30度）
  - いいちこシルエット（25度）
  - いいちこパーソン（25度）
  - いいちこスーパー（25度）
  - いいちこ民陶くろびん（25度）
  - いいちこ深薫（25度）
  - いいちこ日田蒸留所 長期熟成貯蔵酒（40度）
  - いいちこ日田蒸留所 全麹減圧蒸留原酒（44度）
  - いいちこ日田蒸留所 全麹常圧蒸留原酒（44度）
  - 西の星（20度） - 大分県産の大麦ニシノホシを原料に使った麦焼酎
- 清酒
  - 和香牡丹（わかぼたん）[7]
  - 福貴野（ふきの）
  - 大吟醸 虚空蔵（こくぞう）
- ワイン
  - 安心院葡萄酒工房
  - 安心院ワイン
  - 卑弥呼
- リキュール
  - iichiko BAR
- 清涼飲料
  - 虚空蔵麦酢（ブルーベリー、ラズベリー＆カシス、クランベリー、ゆず、黒糖） - 麦酢（発酵大麦エキス飲料）
  - 黒ギャバ - 発酵大麦ギャバ飲料
- そふとくりーむ（安心院葡萄酒工房院限定）
  - そふとくりーむ（ブランデー風味）アルコール分 0.9％
  - そふとくりーむ（バニラ風味）アルコール分 0％

## 受賞歴
日本ワイナリーアワード（Japan Winery Award)
- 「第2回 日本ワイナリーアワード 2019」 - 五つ星獲得[15]
- 「第3回 日本ワイナリーアワード 2020」 - 五つ星獲得[16]
- 「第4回 日本ワイナリーアワード 2021」 - 五つ星獲得[16]
- 「第5回 日本ワイナリーアワード 2022」 - 五つ星獲得[16]
- 「第6回 日本ワイナリーアワード 2023」 - 五つ星獲得[16]

「日本ワインコンクール（Japan Wine Competition）」
- 第5回 2007年（平成19年）金賞受賞[18]
  - 欧州系・白、最優秀カテゴリー賞「安心院葡萄酒工房 シャルドネ 2006」
- 第16回 2018年（平成30年）金賞受賞[19]
  - 欧州系・白、部門最高賞「安心院ワイン シャルドネ リザーブ 2016」
- 第18回 2022年（令和4年）金賞受賞[20]
  - 欧州系・白「安心院ワイン アルバリーニョ」

## 広告戦略
1979年に発売された「いいちこ」のイメージアップのため、1984年、クリエーターに河北秀也、ポスター写真撮影に浅井慎平を起用した。河北起用は実姉が三和酒類に勤めていたことが縁であった。
広告イメージの中心にいいちこのボトルが置かれ、ロゴもローマ字をベースにした物を採用。本格焼酎の古いイメージを払拭する爽やかさを出すものが考えられた。当初はいろいろな写真が使用されたが、現在では広大な風景の中にポツンとたたずむ人物のようにいいちこのボトルが置かれるイメージが定着している。
テレビコマーシャルは1986年から年1回ずつ制作され、CMソングは1987年の『時は今、君の中』以降ビリーバンバン（1992年までは菅原進単独）が歌う曲が一貫して使われてきた。外国の大自然や田園などの静かな風景とビリーバンバンの歌が独特のイメージを確立し、印象に残るCMとなっている。彼らを起用した理由は、当時の社長がビリーバンバンのファンだったためだという。
2009年からは新たに発売された「いいちこ日田全麹」のCMが登場、従来の「いいちこ」のCMと並行して2種類が流れることとなった。「日田全麹」のCM映像は以前とはいわば正反対に、和を思わせる空間に的場浩司演じる武士風の人物が登場するシリーズとなっている。
「日田全麹」のCMソングは、2009年では同年に「いいちこ」で使われたビリーバンバンの『また君に恋してる』を、演歌歌手の坂本冬美がカヴァーしたものが使用され、2010年もビリーバンバンが歌う「いいちこ」CMと坂本冬美が歌う「日田全麹」CM共に『ずっとあなたが好きでした』を、2013年はゴールデンボンバーの「片想いでいい」を使用している。
ビリーバンバンの「いいちこ」CM使用曲の一覧はこちらの項を参照。

## メセナ
メセナ活動として、1986年から30年以上にわたり学術文化誌『季刊iichiko』を山本哲士を編集・研究ディレクターにすえて発行しており、1994年11月にはメセナ大賞1994のメセナ企画賞を受賞している。また、別府アルゲリッチ音楽祭、第1回アジア太平洋水サミットなどへの協賛も行っている。
また、スポーツについては、大分県に本拠を置くJリーグ・大分トリニータのアドボード・スポンサー、bjリーグ・大分ヒートデビルズのチーム・パートナーとなっている。

## スポンサー番組

### 現在
2023年10月以降は不明なため、情報求む。

### 過去
- 金曜ファミリーランド→木曜ファミリーランド→生さんま みんなでイイ気持ち!→金曜超テレビ宣言!→将太の寿司→金曜メガTV→中村雅俊のゼッタイ!知りたがり→ウォンテッド!!→走れ!!しあわせ建設→ナイター中継'99→うっひゃ〜!!はなさかロンドンブーツ（フジテレビ）
- JNNニュースコープ → JNNニュースの森（TBS・日曜日のみ、1990年代前半→土曜日のみ、1990年代後半）
- 火曜ワイドスペシャル（フジテレビ・1990年代後半。同業他社のチョーヤ梅酒も提供）
- 火曜ドラマ（TBS・2014年4月 - 2017年9月まで、現在は小林製薬に交代。）
- ウォンテッド!!（フジテレビ）
- TVプレイバック（フジテレビ）
- クイズ!早くイッてよ （フジテレビ）
- カルトQ（フジテレビ・日曜22時30分時代。1992年10月 - 1993年3月）
- 大石恵三（フジテレビ）
- 世界ゴッタ煮偉人伝（フジテレビ）
- 木曜ミステリー おみやさん、科捜研の女、新・おみやさん（テレビ朝日）
- カスペ!（フジテレビ・放送開始から2012年3月まで）
- 水曜プレミアシネマ（TBS・第1回から）
- 日本人の3割しか知らないこと くりぃむしちゅーのハナタカ!優越館（テレビ朝日）
- プレバト!!（毎日放送・2021年10月 - 2022年9月まで、現在はTOYOTAに交代。）
- アウト×デラックス（フジテレビ）
- 土曜ワイド劇場（テレビ朝日）
- 開運!なんでも鑑定団（テレビ東京・関東のみで放送開始当初から）
- 日曜プライム（テレビ朝日）
- 林修のニッポンドリル（フジテレビ・2020年10月から2023年9月の最終回まで提供。）
- ニンチド調査ショー（現在のザ・ニンチドショー）（テレビ朝日・2022年の秋改編放送開始時から2023年9月までの土曜日移動前まで提供。）

## 著名な出身者
- 田村ゆかり 声優デビュー前に地元で約1年間勤めていた[22]